# Джеджурі
Джеджурі (जेजुरी) — місто в Індії, у окрузі Пуне штату Махараштра, розташоване за 48 км від міста Пуне. До міста існує автомобільне та залізничне сполучення. У Джеджурі відбуваються традиційні індуїстські релігійні фестивалі Кхандоба Джеджурі.

## Принагідно
- Джеджурі

| Індія | Це незавершена стаття з географії Індії. Ви можете допомогти проєкту, виправивши або дописавши її. |